# Aziatische Spelen

Logo van de Aziatische Spelen

De Aziatische Spelen zijn een terugkerend sportevenement dat om de vier jaar georganiseerd wordt. Het is een soort van Olympische Spelen, maar dan uitsluitend voor Aziatische landen. Sinds de eerste editie in New Delhi (India) in 1951, zijn er al negentien spelen gehouden, waarvan de laatste in Hangzhou (China) in 2022.

## Lijst van Aziatische Spelen

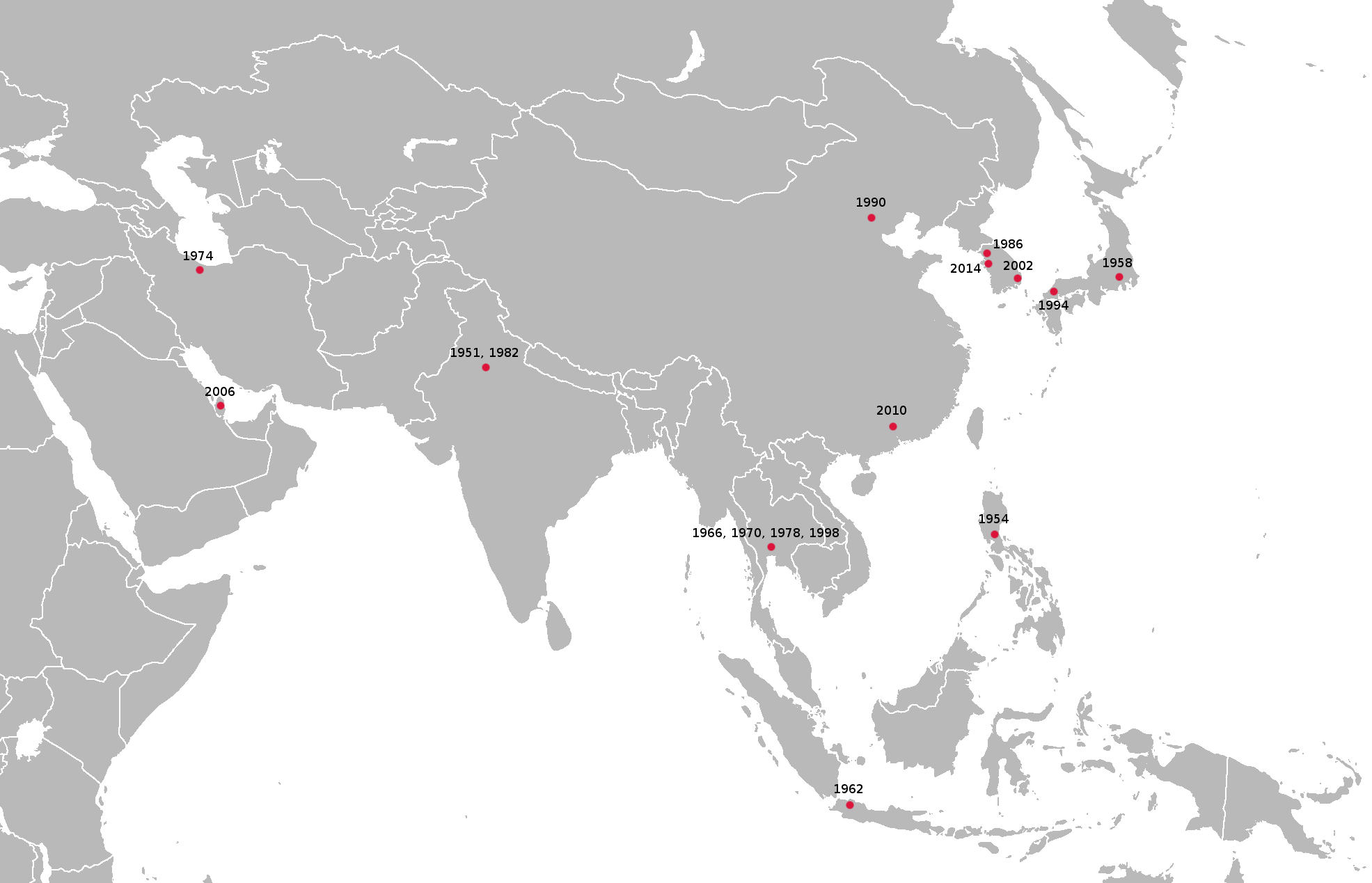
Locaties van Aziatische Spelen

| Jaar | Editie | Gaststad             | Land          |
| ---- | ------ | -------------------- | ------------- |
| 1951 | I      | New Delhi            | India         |
| 1954 | II     | Manilla              | Filipijnen    |
| 1958 | III    | Tokio                | Japan         |
| 1962 | IV     | Jakarta              | Indonesië     |
| 1966 | V      | Bangkok              | Thailand      |
| 1970 | VI     | Bangkok              | Thailand      |
| 1974 | VII    | Teheran              | Iran          |
| 1978 | VIII   | Bangkok              | Thailand      |
| 1982 | IX     | New Delhi            | India         |
| 1986 | X      | Seoel                | Zuid-Korea    |
| 1990 | XI     | Peking               | China         |
| 1994 | XII    | Hiroshima            | Japan         |
| 1998 | XIII   | Bangkok              | Thailand      |
| 2002 | XIV    | Busan                | Zuid-Korea    |
| 2006 | XV     | Doha                 | Qatar         |
| 2010 | XVI    | Guangzhou            | China         |
| 2014 | XVII   | Incheon              | Zuid-Korea    |
| 2018 | XVIII  | Jakarta en Palembang | Indonesië     |
| 2022 | XIX    | Hangzhou             | China         |
| 2026 | XX     | Nagoya               | Japan         |
| 2030 | XXI    | Doha                 | Qatar         |
| 2034 | XXII   | Riyad                | Saoedi-Arabië |

## Sporten
| - Atletiek - Badminton - Honkbal - Basketbal - Biljart & Snooker - Bodybuilding - Boksen - Boogschieten - Bowling - Duiken - Gewichtheffen - Golf - Gymnastiek - Handbal | - Hockey - Judo - Kabaddi - Kanovaren & Kajak - Karate - Paardensport - Roeien - Rugby - Schaken - Schermen - Schietsport - Sepak Takraw - Softbal - Soft tennis | - Squash - Taekwondo - Tafeltennis - Tennis - Triatlon - Voetbal - Volleybal - Waterpolo - Wielersport - wedstrijdzeilen - Worstelen - Wushu - Zwemmen |